# Amphicnemis madelenae
Amphicnemis madelenae là một loài chuồn chuồn kim trong họ Coenagrionidae.
Amphicnemis madelenae được Laidlaw miêu tả khoa học năm 1913.